# Plega yucatanae
Plega yucatanae är en insektsart som beskrevs av Parker och Stange 1965. Plega yucatanae ingår i släktet Plega och familjen fångsländor. Inga underarter finns listade i Catalogue of Life.